# Tugimaantee 49
De Tugimaantee 49 is een secundaire weg in Estland. De weg loopt van Imavere via Viljandi naar Karksi-Nuia en is 82,1 kilometer lang. 